# Emigració blanca
L'emigració blanca, utilitzada sobretot a França, el Regne Unit i els EUA, és l'emigració de russos que van abandonar el seu país entre el 1917 i el 1922 arran de la revolució del 1917 i de la subsegüent guerra civil; sovint aquests emigrants eren opositors al nou règim rus. Els emigrants i la població dels països receptors solien fer servir una expressió menys connotada políticament: primera onada d'emigrants (эмигрант первой волны). A la Unió Soviètica, fins al final dels anys vuitanta del segle xx. El terme emigració blanca (белоэмигрант) es va fer servir de manera despectiva; des d'aleshores també és més habitual parlar de "primera onada d'emigrants".

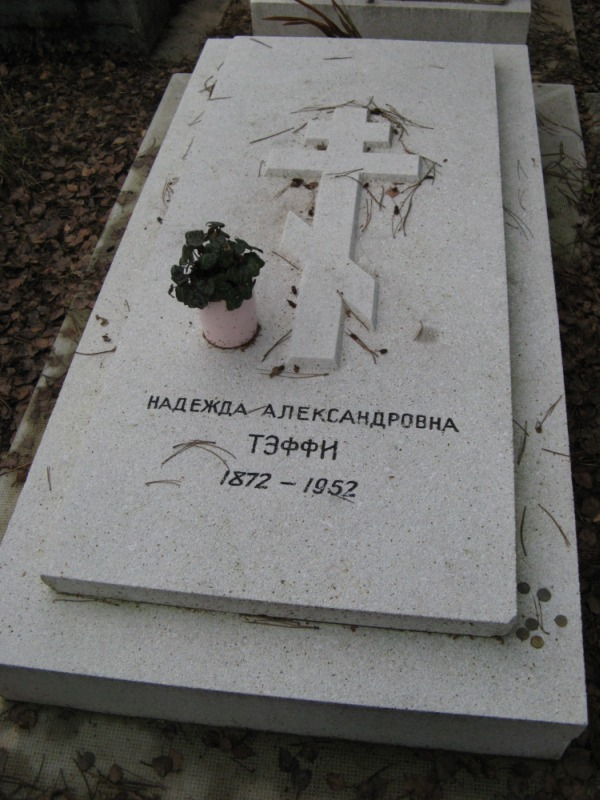
Tomba de Nadejda Aleksàndrovna Lokhvitskaia, escriptora humorística, al cementiri rus de Sainte-Geneviève-des-Bois, una necròpolis de russos blancs a prop de París.

Molts emigrants blancs formaven part del Moviment Blanc o li donaven suport, tot i que sovint es parla d'emigració blanca per referir-se a qualsevol persona que va deixar el país a causa del canvi de règim; per exemple, els menxevics o els socialistes revolucionaris s'oposaven als bolxevics, però no formaven part del Moviment Blanc, i encara hi havia altres emigrants que simplement eren apolítics. En qualsevol cas, el terme se'ls va aplicar a ells i als seus descendents, sempre que tot i viure a l'estranger conservessin la identitat russa, cristiana i ortodoxa. El terme emigrants blancs (белоэмигранты, белая эмиграция) es feia servir molt més a la Unió Soviètica, on tenia una connotació molt negativa, que no pas entre els emigrants mateixos, que preferien anomenar-se simplement emigrants russos (русская эмиграция), o bé militars russos emigrats (русская военная эмиграция) si havien format part del Moviment Blanc.
La majoria se'n van anar de Rússia entre el 1917 i el 1920 (les estimacions oscil·len entre els nou-cents mil i els dos milions), tot i que alguns van aconseguir marxar als anys vint i trenta o es van haver d'exiliar forçats pel govern rus, com en el cas del filòsof Ivan Ilyin. Entre els emigrants blancs hi havia gent de tots els orígens ètnics i classes socials, des de cosacs, soldats o oficials de l'exèrcit fins a empresaris i latifundistes que havien perdut les seves possessions, intel·lectuals, funcionaris de l'imperi Rus i membres dels governs antibolxevics que s'havien constituït durant la guerra civil.

## Distribució
En un primer moment, la majoria d'emigrants van fugir del sud de Rússia i Ucraïna cap a Turquia i després van passar als països eslaus de l'Europa de l'Est, com ara el Regne de Iugoslàvia, Bulgària, Txecoslovàquia i Polònia. Un gran nombre també van fugir cap a Estònia, Letònia, Lituània, Finlàndia, Alemanya i França. Berlín i París van veure créixer unes pròsperes comunitats d'exiliats.
Molts civils i oficials de l'exèrcit que vivien o estaven destinats a Sibèria i a l'Extrem Orient Rus van anar cap a Xangai i altres punts de la Xina, l'Àsia central, el Turquestan Oriental i el Japó.
Durant i després de la Segona Guerra Mundial, molts emigrants russos es van traslladar al Regne Unit, els EUA, el Canadà, el Perú, el Brasil, l'Argentina i Austràlia.

## Inclinacions ideològiques

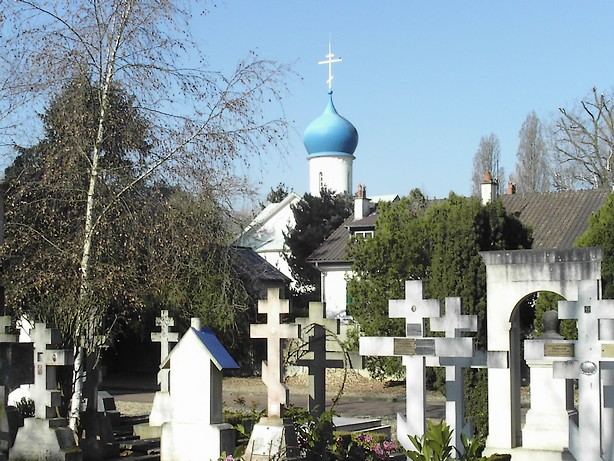
Cementiri rus de Sainte-Geneviève-des-Bois.

En general, l'emigració blanca era anticomunista i pensava que la Unió Soviètica i el seu llegat no eren russos. Consideraven que el període del 1917 al 1991 havia estat un període d'ocupació per part del règim soviètic, internacionalista i anticristià.
Un percentatge significatiu d'emigrants blancs es podrien descriure com a monàrquics, tot i que molts van adoptar una actitud «no predeterminada» (nepredreshentsi), i defensaven que l'estructura política de Rússia s'hauria de decidir mitjançant un referèndum popular.
Molts emigrants blancs creien que la seva missió mentre visquessin a l'estranger era preservar la cultura russa i la manera de viure d'abans de la revolució per reintroduir-les quan caigués l'URSS.
Alguns exiliats, com el bisbe Joan de Xangai i San Francisco (canonitzat per l'Església ortodoxa russa a l'estranger), van defensar que tenien una missió religiosa. El 1938, el bisbe Joan va dir al Concili de la Diàspora:
«Als russos a l'estranger se'ls ha concedit la possibilitat de brillar arreu del món amb la llum de l'ortodòxia, i altres pobles, veient les seves bones accions, podran glorificar Nostre Senyor, que és al cel, i obtenir la salvació per a ells».
Bona part de l'emigració blanca també creia que tenia el deure de combatre activament la dictadura soviètica, i alimentava l'esperança d'alliberar Rússia. Aquesta ideologia la defensava principalment el general Piotr Wrangel, que deia que amb la derrota de l'Exèrcit Blanc «la batalla per Rússia no s'ha acabat, simplement ha adoptat noves formes».
El capità Vassili Orekhov, veterà de l'Exèrcit Blanc i editor de Sentry ('Sentinella'), resumia aquesta idea de responsabilitat amb les paraules següents:
«Hi haurà un moment —creieu-ho—, hi serà, en què la Rússia alliberada ens preguntarà a cadascú de nosaltres: "Què has fet per accelerar el meu ressorgiment?". Fem el que és correcte, que no ens hàgim de posar vermells, però estiguem orgullosos de la nostra vida a l'exili. Privats temporalment de la nostra Mare Pàtria, conservem tots plegats no només la nostra fe en la terra, sinó també el ferm desig d'aconseguir gestes, l'esperit de sacrifici, i la voluntat de crear una família unida i ben avinguda de la qual formem part tots els que no abaixarem els braços en la lluita pel seu alliberament».

## Organitzacions i activitats

Emblema usat pels russos blancs voluntaris que van lluitar en la Guerra Civil espanyola.

Els exiliats van crear diverses organitzacions per combatre el règim soviètic, com ara la Unió Militar Russa, la Fraternitat de la Veritat Russa i la NTS (Aliança Nacional dels Solidaristes Russos), que van ser un clar objectiu de la policia secreta soviètica, que mirava d'infiltrar-s'hi (per exemple, l'operació TREST i l'operació Línia Interna). A més, durant la Guerra Civil Espanyola setanta-cinc veterans de l'Exèrcit Blanc van lluitar al bàndol feixista.
Alguns emigrants blancs van desenvolupar simpaties soviètiques, per la qual cosa se'ls va conèixer amb el nom de «patriotes soviètics». Aquests exiliats van crear organitzacions com ara els Mladorossi, monàrquics; els eurasiatistes, favorables a una entesa més estreta entre Europa i Rússia, i els Smenovekhovtsi, antics menxevics, cadets i octubristes que defensaven una certa relació amb l'URSS.
Durant la Segona Guerra Mundial, molts emigrants blancs van col·laborar amb el Moviment Rus d'Alliberament. D'altra banda, un nombre significatiu participat en moviments antinazis com la resistència francesa. Durant la guerra, l'emigració blanca va venir a contacte amb ciutadans soviètics anteriors d'alemany-va ocupar territoris que van utilitzar el retir alemany com una oportunitat de fugir de la Unió Soviètica o era dins Alemanya i Àustria com a presoners de guerra i va forçar peons treballadors de l'Alemanya Nazi i preferit per quedar en el De l'oest, sovint referit a com la segona ona de l'emigració blanc (sovint també anomenat DPs- persones desplaçades, veure va desplaçar campament de persones). Aquesta segona ona més petita força de pressa va començar l'assimilació Cultural de la comunitat russa blanca emigrada.
Després que la guerra, actiu combatent antisoviètic era gairebé exclusivament continuat per NTS: altres organitzacions tampoc dissoltes, o va començar a concentrar exclusivament en autoprotecció i/o educant la seva joventut. Diverses organitzacions de joventut, com els scouts russos dins exili esdevenia funcional dins aixecant nens amb un fons en cultura russa presoviètica i patrimoni.
Els blancs coneguts com a émigrés, actuant per conservar la seva església d'influència soviètica, va formar l'Església ortodoxa russa a l'estranger dins 1924. L'església continua la seva existència fins avui, actuant mentre tots dos l'espiritual i casal de la comunitat ortodoxa russa a l'estranger. Damunt maig 17è 2007, l'Acta de Comunió Canònic amb el Patriarcat Ortodox de Moscou van restablir els vincles canònics entre l'Església Ortodoxa Russa a l'Estranger i l'Església Patriarcal Russa del Moscou, després que més de vuitanta anys de separació.

## Emigrants notables
Figures polítiques i militars:
- Gran duc Ciril Vladímirovitx Romanov
- Gran duc Nicolau Nikolàevitx
- Viktor Txernov
- Anton Denikin
- Aleksandr Gutxkov
- George Ignatieff
- Pavel Miliukov
- Baró Piotr Wrangel
- Piotr Berngardovitx Struve
- Ariadna Tirkova-Williams

Figures religioses:
- Metropolità Anthony (Bloom) de Sourozh
- Georges Florovski
- Mare Maria
- Alexander Schmemann
- Joan de Xangai i San Francisco
- Metropolità Vitali Ustinov

Historiadors i filòsofs:
- Nikolai Berdiàev
- Serguei Bulgàkov
- Ivan Ilyin
- Vladímir Losski
- Dmitri Obolenski
- Michael Rostovtzeff
- Lev Xestov
- George Vernadski
- Nicholas Zernov

Artistes (actors, escriptors, compositors, músics):
- Mark Aldanov
- André Andreiev
- Yul Brynner
- Ivan Aleksèievitx Bunin
- Alexandra Danílova
- Sergei Diàguilev
- Dmitri Nabokov
- Olga Preobrajenska
- Serguei Rakhmàninov
- Vladimir Nabokov
- Ayn Rand
- Anna Pàvlova
- Ígor Stravinski

Científics i inventors:
- Alexander Procofieff de Seversky
- Igor Sikorsky
- Otto Struve
- Vladimir Zvorykin

Altres figures:
- Aleksandr Alekhin
- Natalia, Princess Brassova
- Wassily Leontief
- Alexander Obolensky
- Oleg Pantyukhov
- Nicholas V. Riasanovsky
- Boris Skossyreff
- Pitirim Sorokin
- Victor Starffin
- Alexandra Tolstaya
- Marie Vassiltchikov
- Vladimir Yourkevitch